# Lower.com Field
Il Lower.com Field è uno stadio di calcio di Columbus, in Ohio. Completato nel 2021, ospita le partite casalinghe del Columbus Crew in Major League Soccer.
Ha una capacità di 20.371 posti ed è costato 314 milioni di dollari.
La costruzione dello stadio era inizialmente pianificata a partire dall'estate 2019; ma è poi stata rinviata a partire dal 10 ottobre. Lo stadio ha sostituito il vecchio impianto dei Columbus Crew, l'Historic Crew Stadium che è stato riadibito a centro di allenamento.
Il 15 giugno è stato annunciato dal club che l'agenzia immobiare online locale Lower.com aveva acquistato i diritti sul nome dello stadio.
Lo stadio è stato inaugurato il 3 luglio 2021 nella partita pareggiata per 2-2 dai Columbus Crew contro i N.E. Revolution, con il primo goal segnato nello stadio da Tajon Buchanan di New England. Il primo goal dei padroni di casa è invece stato segnato da Gyasi Zardes. Il 13 ottobre 2021 lo stadio ha ospitato per la prima volta la nazionale di calcio degli Stati Uniti, in una partita di qualificazione mondiale vinta per 2-1 contro la Costa Rica.